# کاساگی، کیوتو
کاساگی، کیوتو (به لاتین: Kasagi, Kyoto) یک منطقهٔ مسکونی در ژاپن است که در استان کیوتو واقع شده‌است. کاساگی، کیوتو  ۱٬۷۵۴ نفر جمعیت دارد.